# کن یاسودا (بازیگر)
کن یاسودا (انگلیسی: Ken Yasuda؛ زادهٔ ۸ دسامبر ۱۹۷۳) بازیگر اهل کشور ژاپن است. وی از سال ۱۹۹۳ میلادی تاکنون مشغول فعالیت بوده‌است. از فیلم هایی که وی بازی کرده است میتوان به مجموعه ی تلویزیونی باران زیبا اشاره کرد.